# Parochthiphila kililli
Parochthiphila kililli är en tvåvingeart som beskrevs av Tanasijtshuk 1986. Parochthiphila kililli ingår i släktet Parochthiphila och familjen markflugor.
Artens utbredningsområde är Ungern. Inga underarter finns listade i Catalogue of Life.